# 佐伯矩
佐伯 矩（さいき ただす、1876年〈明治9年〉9月1日 - 1959年〈昭和34年〉11月29日）は、日本の栄養学者、医師。医学博士。「栄養学の創始者」、「栄養学の父」と称される。世界に先駆けて医学から栄養学を独立させ、栄養研究所、栄養士制度を発展させた。
栄養は保健・経済・道徳の基本をなすと「栄養三輪」を唱えた。著書『栄養』では、栄養学だけでなく食糧政策にも言及し、魚類を重んじ畜産は小動物にすべきとしている。自分で料理をすることはほとんどなかった。
佐伯が少年時代に育った愛媛県郡中町（現・伊予市）の栄養寺には、佐伯の筆による「栄養」の書と「栄養」顕彰碑が建立されている。

## 生涯
1876年9月1日、愛媛県新居郡氷見村（現・西条市）の医師の家に生まれる。3歳ごろ、愛媛県伊予郡本郡村（現・伊予市）に移り、少年時代は北山崎村、郡中町（現・伊予市）で育つ。旧制松山中学校（現・愛媛県立松山東高等学校）、第三高等学校医学部（現・岡山大学医学部）を卒業後、京都帝国大学医科大学に進学。荒木寅三郎に師事し医化学を学ぶ。「米と塩を以って生活できるか否かについての研究」などで、すでに栄養に関心があったことが分かる。1901年、京都帝大を卒業。
1902年に上京し、内務省伝染病研究所の北里柴三郎の下で細菌学と毒素化学を学ぶ。1904年、「大根ジアスターゼ」という大根中の消化酵素を発見し、学会で発表する。これにより一般大衆が好んで大根を用いるようになった。夏目漱石の『吾輩は猫である』にも登場することになる。
1905年、イェール大学大学院に留学する。1911年までアメリカ滞在が続く。その間、アメリカ合衆国政府農商務省技師や医科大学講師などを歴任する。栄養問題研究のためヨーロッパ諸国の実情を視察する。1912年、病の父を看病するため、郷里の伊予郡北山崎村本郡（現・伊予市）へ帰る。その後、父は死去。
1913年、上京。1914年、東京芝区白金三光町に私立栄養研究所を設立する。世界初の栄養学研究機関であった。米の研究を行い、文部省から研究補助費を受ける。中でも米の精製度の研究は後の栄養学の発展に大きく寄与していく。1916年、研究所を東京芝金杉川口町に移転する。1917年、世界初の栄養学講習会を開く。1918年、文部省に「営養」の表記を「栄養」に統一するよう建言し、後に完全に定着した。穀物の胚子（胚芽）には栄養が豊富だとして「胚子米（胚芽米）」を提唱している。また淘洗（米を研ぎ洗いすること）による栄養損失の問題も警告している。研究所に16社の新聞社を招待し、胚芽米の実演と試食を行った。
1919年（大正8年）、国立栄養研究所の設立を強調し衆議院に参考資料を提出する。「経済栄養法」を提唱し、安価な食事でも栄養は摂取できることを広めた。
1920年（大正9年）、内務省栄養研究所が開設され、佐伯は初代所長となる。
1921年（大正10年）、「栄養学会」を設立する。
1922年（大正11年）、精米の度合いは胚芽を含む七分搗米が良いとして奨励する。10月19日、当時摂政であった昭和天皇が国立栄養研究所を視察し、それ以降、昭和天皇は七分搗米を用いるようになった。
1924年（大正13年）、私立の栄養研究所跡に、世界初の栄養士養成施設である栄養学校（現在の佐伯栄養専門学校）を開設し、卒業生を栄養士と称した。
1925年（大正14年）、東京で行われた国際医学会議で講演を行う。
1927年（昭和2年）、国際連盟の要請により国際連盟交換教授として欧米で講演する。
1928年（昭和3年）、国際連盟から日本の栄養研究の業績は速やかに世界に利用されるべきとの意見があり、佐伯は「日本における栄養科学の発達」を書き国際連盟に送った。
1934年（昭和9年）、世界に先駆けて、日本栄養学会として栄養学が独立する。
1937年（昭和12年）、佐伯は国際連盟東洋農村国際衛生会議で、日本における栄養学の発展を述べ、参加各国に栄養研究所を設けること、栄養士の養成、玄米と白米の中間である分搗米を用いることを要望し決議される。
1938年（昭和13年）、厚生省が新設され、栄養研究所の管轄が厚生省に移る。
1939年（昭和14年）、栄養研究所は厚生科学研究所国民栄養部となり、佐伯は退官する。年の暮れに農務省から混搗米の禁止令が出され、精米は七分搗米にすることと定められた。戦争当時は栄養の観点から玄米を推奨する「食生活指針」も策定されたが、七分搗米は栄養学からの観点である。
1941年（昭和16年）、勲三等旭日中綬章受章。
1945年（昭和20年）、厚生省より栄養士規則が発令され、栄養士養成所の規則が定められる。
1947年（昭和22年）、国立栄養研究所が再置され、柳金太郎が初代の所長となる。同年、栄養士法が公布された。
1959年（昭和34年）11月29日、急性肺炎により死去。83歳没。叙・従三位勲二等。墓所は愛媛県西条市の岡林墓地。顕彰碑は愛媛県伊予市の栄養寺や東京都大田区の池上本門寺にある。

## 七分搗米
矩は七分に搗いた米を「標準米」として普及させようとしていた。1930年（昭和5年）に出版された矩の著書『栄養之合理化』では、白米では便の量が少ないので消化吸収の効率が高いが、糠に含まれていた栄養分がなくなっているので副食の組み合わせに注意しないと脚気になると説明している。また、玄米には栄養が多いが未消化物が多いので消化吸収の効率が悪いとして、摂取を推奨していない。研究の結果、脚気の心配のない七分搗の無洗米が良いという結論になったという。佐伯矩の『栄養』では「淘洗は精白にも優る米食人の禍根である」と、精白米を淘洗（とぎ洗い）した場合の栄養の損失を問題視している。

## 著作

### 単著
- The world's peace. Methuen. (1911). NCID BA30645949
- 『栄養』栄養社、1926年12月。 NCID BA40080905。全国書誌番号:43049179。
  - 『栄養』（再版）栄養社、1934年3月。 NCID BA43977191。全国書誌番号:46079190。
  - 「栄養」『日本食育資料集成』 第3巻、クレス出版、2016年8月。 NCID BB22275706。全国書誌番号:22793424。
- 『栄養之合理化』愛知標準精米普及期成会、1930年10月。全国書誌番号:44029146。
- 『栄養学と其進境』明文堂〈農業科学叢書 第1輯〉、1932年1月。全国書誌番号:47014933。
- 『栄養料理並病人料理用 食品成分計算表』栄養社、1934年5月。 NCID BA38565934。全国書誌番号:46079734。

### 共著
- 佐伯矩、樋口太郎、近藤光之、松澤九二雄『新撰日本食品成分総攬』南江堂、1931年8月。 NCID BN05104268。全国書誌番号:47002459。
  - 佐伯矩、樋口太郎、近藤光之、松澤九二雄『新撰日本食品成分総攬』（増補再版）南江堂、1933年1月。 NCID BN0980793X。全国書誌番号:47002460。
- 佐伯矩、樋口太郎、近藤光之、松澤九二雄、住田あや『調理食品成分照鑑（各種調理の食品成分の上に及ぼす影響）』南江堂、1937年8月。 NCID BN10871481。全国書誌番号:46063962。
- 佐伯矩、佐伯芳子、佐伯镹、佐伯篤『栄養料理並病人料理用 食品成分計算表』（4訂版）栄養社、1964年11月。 NCID BB04571999。全国書誌番号:66003428。

## 参考図書
- 佐伯芳子『栄養学者佐伯矩伝』玄同社、1986年。ISBN 4-905935-19-9。
- 萩原弘道『日本栄養学史』国民栄養協会、1960年。
- 日下部正盛『栄養学の創始者佐伯矩博士小伝』タケウチ印刷所、1997年7月。
- 佐伯矩『栄養之合理化』愛知標準精米普及期成会、1930年。
- 柳井一男、松井貞子『新佐伯式フードガイド-新時代の食育と健康管理のために』フットワーク出版、2006年5月。ISBN 4-87689-546-5。